# Kod Biblii

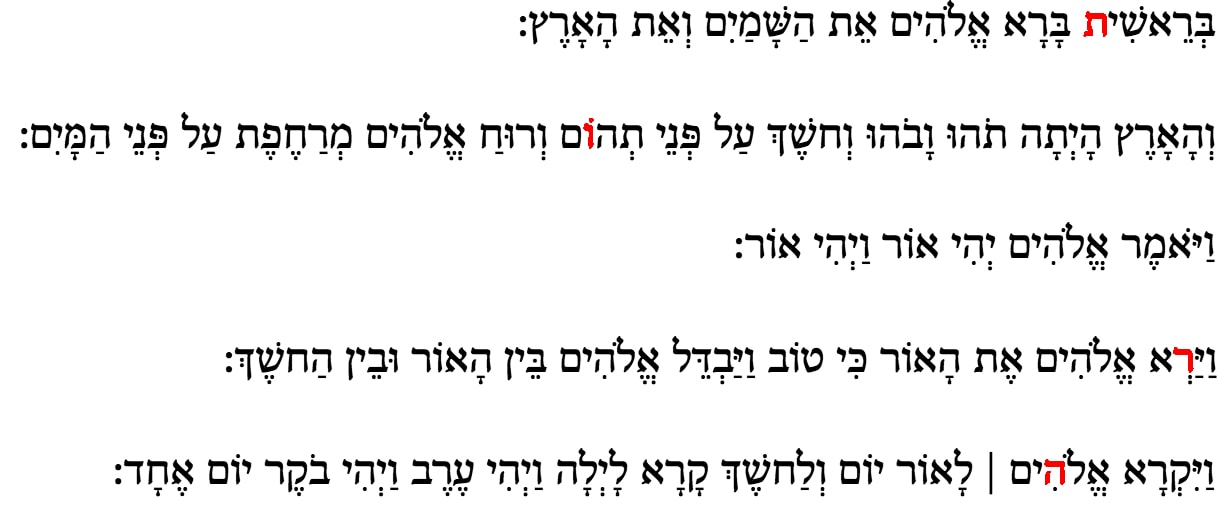
Rdz 1,1-4, co 50-ta litera tworzy słowo „Tora”

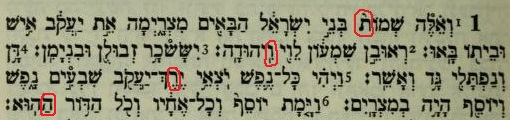
Wj 1,1-6, co 50-ta litera tworzy słowo „Tora”

Kod Biblii – hipoteza głosząca, że w tekście hebrajskim Biblii zaszyfrowano wiele informacji dotyczących m.in. historii świata. Jednym z zaszyfrowanych słów jest Tora (co 50-ta litera tekstu na początku Księgi Rodzaju i Księdze Wyjścia, poczynając od pierwszego zastosowania litery „taw” – „taw”, „waw”, „resz”, „he”).
Zaszyfrowane miały zostać zapowiedzi dotyczące m.in. wybuchu II wojny światowej, nazwiska przywódców Niemiec, Stanów Zjednoczonych czy Wielkiej Brytanii. Biblia miała zapowiedzieć zamachy na prezydenta Egiptu Anwara Sadata, na Johna F. Kennedy’ego, Roberta Kennedy’ego, Abrahama Lincolna i Mahatmę Gandhiego.
Hipoteza ta ma związek z praktykami kabalistycznymi i jest oparta na analizach gematrycznych. 
Jedną z osób, która w przeszłości była przekonana o istnieniu kodu biblijnego był Isaac Newton. Odkrycie, jak i odczyt rzekomego kodu stały się jednak możliwe dopiero w epoce komputerów. Matematyk Eliyahu Rips podawany jest jako odkrywca hipotetycznego kodu biblijnego na podstawie zauważenia statystycznie częstszego występowania niektórych ciągów znaków. Głównym jego propagatorem stał się Michael Drosnin. Drosnin uważa, że kod jest dziełem kosmitów. Rips zdystansował się wobec takich pomysłów.
Niezależnie od tego Iwan Panin odkrył kod w greckim tekście Nowego Testamentu. Kod ten opiera się na liczbie słów w biblijnych perykopach.